# Kendrick Lamar
Kendrick Lamar Duckworth (17 de juny de 1987, Compton, Los Angeles, Califòrnia) és un raper i cantautor nord-americà, client de la firma Aftermath Entertainment. Va aconseguir cridar l'atenció després del llançament el 2010 del seu mixtape Overly Dedicated. El 2011, el seu àlbum Section.80, llançat exclusivament a través d'iTunes, es va classificar com un dels top llançaments digitals de l'any. El 2012, va llançar el seu àlbum d'estudi Good Kid, M.A.A.D City. El 2015 es va publicar el seu segon àlbum d'estudi To Pimp a Butterfly. Lamar ha acumulat un gran nombre de seguidors a internet i actualment és membre del grup d'Hip-hop Black Hippy, juntament amb Jay Rock, Schoolboy Q i Ab-Soul, a més d'haver treballat amb rapers com Eminem, Snoop Dogg, Chris Brown, Dr. Dre, Wiz Khalifa, The Game, Drake, Busta Rhymes, 50 Cent, Jay-Z, Tech N9ne, I-40, Warren G i Lil Wayne entre altres artistes coneguts.

## Biografia
L'Abril del 2015, es va comprometre amb Whitney Alford, la seva xicota durant molt de temps. Un dels seus cosins és Nick Young, que actualment juga per als Los Angeles Lakers. Lamar és Cristià, i en les línies introductòries al seu àlbum Good Kid, M.A.A.D City inclou una forma de l'oració del pecador. La seva cançó "I" analitza la seva fe cristiana.

## Influències i estil
Lamar ha declarat que Tupac Shakur, The Notorious B.I.G., Jay Z, Nas, i Eminem són els seus cinc rapers favorits. Tupac Shakur és la seva influència més gran, i ha influït no només en la seva música, sinó en el seu estil de vida també. En una entrevista el setembre del 2012, Lamar va dir que Eminem "va influir molt en el meu estil" i de llavors ençà ha culpat Eminem per la seva agressivitat, en cançons com "Backseat Freestyle". Ha dit que va créixer també escoltant Rakim, Dr. Dre, i Tha Dogg Pound.
Sobre el tema del seu gènere musical, Lamar ha dit: "realment no pots categoritzar la meva música, és música humana.” Els projectes de Lamar són normalment àlbums conceptuals. El seu tercer àlbum d'estudi, To Pimp a Butterfly, incorpora elements de funk, poesia parlada i jazz lliure.

## Trajectòria
Després de llançar el seu primer àlbum, Section.80, en 2011 Kendrick va guanyar major popularitat, especialment a internet, i va ser escoltat per Dr. Dre. Dre el va fitxar per al seu segell Aftermath. Dr. Dre planejava fer amb Kendrick Lamar el que va fer amb Snoop Dogg, Eminem, 50 Cent, i The Game i ascendir-lo a la fama.

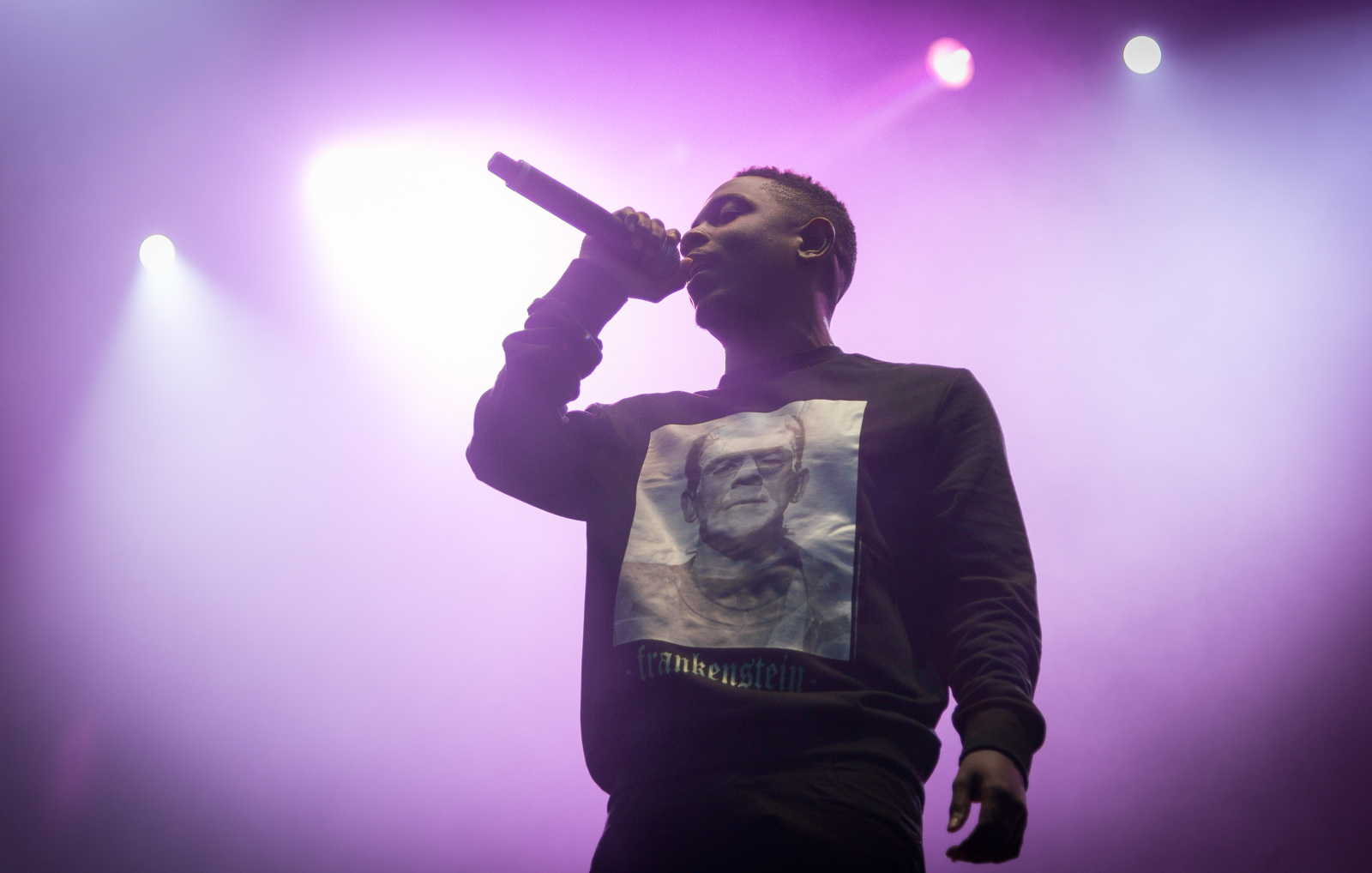
Kendrick Lamar en el Øyafestivalen de 2013

Kendrick va llançar el primer senzill juntament amb Dre titulat The Recipe (inclòs en Good Kid, M.A.A.D City, en la versió deluxe) com bonus track del seu proper àlbum.
El juliol de 2012 Kendrick va llançar el segon senzill del seu proper àlbum a Aftermath, titulat Swimming Pools (Drank).
El 22 d'octubre de 2012 es va posar a la venda Good Kid, M.A.A.D City. Va debutar al número dos en el Hot Billboard 200, i al número 1 en els àlbums de rap. En aquest àlbum es troben col·laboracions de Dr. Dre, Drake, Jay Rock, MC Eiht entre d'altres, i diversos enregistraments originals de successos en la vida de Kendrick. L'àlbum és molt bo i Kendrick deixa veure el seu estil i habilitat pel rap. Lamar ha acumulat un gran nombre de seguidors a internet i és membre del grup d'Hip-hop Black Hippy, juntament amb Jay Rock, Schoolboy Q i Ab-Soul, a més d'haver treballat amb rapers com Snoop Dogg, Dr. Dre, Wiz Khalifa, The Game, Drake, Busta Rhymes i Tech N9ne entre d'altres artistes coneguts. A l'institut Centennial, a Compton, Lamar va ser un bon estudiant. Lamar va dir que ha vist familiars que buscant un somni han mort. Tupac Shakur és el seu raper favorit, i no solament ha influït en la seva música sinó que també en el seu dia a dia. En termes musicals, Kendrick Lamar sovint hi ha estat comparat.

### Polèmica
L'agost del 2013, Big Sean va llançar un tema anomenat "Control" en el qual col·laborava amb Kendrick i Jay Electronica; aquest anava a ser inclòs en l'àlbum de Big Sean "Hall Of Fame" però, per problemes legals amb els samples, no es va poder publicar en el disc i va ser alliberat de manera gratuïta a internet. La polèmica va ser que Kendrick en el seu vers es proclamava el "Rei de Nova York", sent ell de Los Angeles; va dir que ell era un dels millors rapers de la història al costat de Jay-Z, Nas, Andre 3000 i Eminem. A més va afegir que faria desaparèixer del panorama altres rapers bastant coneguts amb els quals ell treballa com A$AP Rocky, Drake, Wale, Mac Miller, Tyler, The Creator, Pusha T, Big Sean, Jay Electronica, J, Cole, Big K.R.I.T. i Meek Mill. Això va provocar en alguns bastant enuig i no solament en els rapers mencionats, sinó que també en altres com Joell Ortiz, Papoose, B.O.B., Lupe Fiasco, Joe Budden, Crooked I i Joey Bada$$, que li van respondre mitjançant cançons.

### 2014-15: To Pimp A Butterfly
Kendrick Lamar va aconseguir set nominacions als Premis Grammy de 2014, incloent-hi Àlbum de l'any, Millor Artista Novell i Millor cançó de rap, però no en va guanyar cap. Lamar va actuar en la cerimònia interpretant m.A.A.d. city i un remix de Radioactive al costat de la banda nord-americana Imagine Dragons.
El 28 de febrer de 2014, en una entrevista de Billboard, Kendrick Lamar va anunciar que estava treballant en un nou àlbum que tenia pensat llançar al setembre d'aquest mateix any. El 23 de setembre de 2014, va treure i, el primer single del seu tercer àlbum d'estudi. Lamar va interpretar el seu nou single en Saturday Night Live al novembre. No va ser la primera aparició del californià al programa, ja que ja havia interpretat el remix de Radioactive el febrer de 2014 i "Swimming Pools (Drank)" i "Poetic Justice" el gener de 2013. El desembre de 2014 es va anunciar que va signar un contracte amb la marca esportiva Reebok. El 17 de desembre de 2014, Lamar va estrenar una nova cançó, el títol de la qual no es coneix, en un dels últims episodis de The Colbert Report. Però és probable que aquesta cançó no estigui en el seu nou àlbum.
El 8 de febrer de 2015, Kendrick va guanyar el Grammy a la millor interpretació de rap i el Grammy a la Millor cançó de rap en la 57a edició dels Grammy. L'endemà dels Grammy, Lamar va llançar el segon single del seu proper disc, The Blacker the Berry.